# The North Avenue Irregulars
Pour plus de détails, voir Fiche technique et Distribution.
The North Avenue Irregulars est un film américain de Bruce Bilson, sorti en 1979.

## Synopsis
Le révérend Michael Hill et ses deux enfants arrivent dans une ville fictive de Californie. Il est là pour servir en tant que nouveau ministre de l'église presbytérienne de North Avenue. La secrétaire/directrice musicale de l'église, Anne, se méfie des changements que Hill a l'intention de mettre en œuvre. Hill veut impliquer les gens et demande à Mme Rose Rafferty de gérer le fonds de l'église. Cela s'avère être une terrible erreur, car elle a un mari qui est un joueur imprudent.
Lors de son premier dimanche, Hill apprend de Mme Rafferty que son mari Delaneya parié tout l'argent sur une course de chevaux. Hill prononce un sermon de moins de 15 secondes, puis escorte rapidement Mme Rafferty hors de l'église sous le regard étonné des fidèles. Elle le conduit au bookmaker, caché derrière un magasin de nettoyage à sec, et rencontre Harry the Hat, qui recommande à Hill de laisser le pari se dérouler. Le cheval de Hill perd et il est expulsé du salon de paris. Hill convoque la police, mais le billet a été habilement retiré.

## Fiche technique
- Titre original : The North Avenue Irregulars
- Réalisation : Bruce Bilson, assisté de Christopher Seiter, Randy Carter (second assistant)
- Scénario : Don Tait, d'après le livre de Albert Fay Hill (The North Avenue Irregulars)
- Direction artistique : Jack T. Collis, John B. Mansbridge
  - Générique : Art Stevens, Joe Hale
- Décors : Norman Rockett
- Photographie : Leonard J. South
- Son : Herb Taylor (supervision), Bud Maffett (mixeur)
- Montage : Gordon D. Brenner (film), Ben F. Hendricks (son), Evelyn Kennedy (musique)
- Musique : Robert F. Brunner, Walter Sheets (orchestration)
- Effets spéciaux : Art Cruickshank, Danny Lee, Eustace Lycett, Hans Metz
- Costumes : Chuck Keehne, Emily Sundby
- Maquillage : Robert J. Schiffer
- Coiffure : Eddie M. Barron
- Cascades : Eddy Donno (coordinateur de cascades)
- Production : Ron Miller, Tom Leetch (Coproducteur), Kevin Corcoran (associé), John Bloss (responsable de production)
- Société de production : Walt Disney Productions
- Société de distribution : Buena Vista Distribution Company
- Pays de production :  États-Unis
- Langue originale : anglais
- Format : couleurs (Technicolor) - 35 mm - 1,85:1 - Son : Mono (RCA Photophone Sound Recording)
- Genre : Action, Comédie, Policier
- Durée : 100 minutes
- Date de sortie :
  - États-Unis : 9 février 1979

Sauf mention contraire, les informations proviennent des sources concordantes suivantes : Leonard Maltin, Mark Arnold et IMDb

## Distribution
- Edward Herrmann : Révérend Michael Hill
- Barbara Harris : Mrs. Vickie Sims / Kiddie Car
- Susan Clark : Anne Woods, secrétaire de l'église
- Karen Valentine : Jane / June Bride
- Michael Constantine : Marv Fogelman, inspecteur du département du trésor
- Cloris Leachman : Claire Porter / Phantom Fox
- Patsy Kelly : Mrs. Rose Rafferty / Blarney Stone
- Douglas V. Fowley : Delaney Rafferty / Blarney Stone
- Virginia Capers : Cleo Jackson / Clunker
- Steve Franken : Tom Voorhees, inspecteur du département du trésor
- Dena Dietrich : Mrs. Carlisle
- Dick Fuchs : Howard Carlisle
- Herb Voland : Dr. Fulton, directeur du Comité du presbytère
- Alan Hale : Harry the Hat
- Melora Hardin : Carmel Hill
- Bobby Rolofson : Dean Hill
- Frank Campanella : Max Roca, chef du Gambling Racket
- Ivor Francis (en) : Révérend Wainwright
- Louisa Moritz : Mrs. Gossin
- Marjorie Bennett : Mother Thurber
- Ruth Buzzi : Dr. Rheems
- Ceil Cabot : passante et femme sur le banc
- Carl Ballantine : Sam the Tailor
- Linda Lee Lyons : Bette
- Dave Morrick : Policeman
- Cliff Osmond : Big Chin
- Damon Bradley Daskin : Danny
- John Kerry : Roca's Lieutenant
- Darrow Igus : Mechanic
- Dennis Robertson : Truck Driver #1
- Ed McCready : Truck Driver #2
- David Ketchum : Capt. Bramford
- David Rode : Toby
- Pitt Herbert : Mr. Thurber
- Rickie Layne : parieur
- Tom Pedi : barman
- John Wheeler : drapier
- Mickey Morton : Bootsie
- Chuck Henry : TV Announcer
- Jack Perkins : Bouncer
- Bill McLean : Mr. Younger
- Roger Creed : Mailman
- Walt La Rue : Grandpa
- Jack Griffin : Cop
- Len Ross : Passerby
- Douglas Hume : Driver
- Gary Morgan : Strawberry Shortcake
- Jack Cameron White : Strawberry Shortcake
- Michael Lloyd : Strawberry Shortcake
- Kim Bullard : Strawberry Shortcake
- Joan Hackett : voix
- Rachel Jacobs : voix
- Larry Moran : Jacob

Sauf mention contraire, les informations proviennent des sources concordantes suivantes : Leonard Maltin, Mark Arnold et IMDb

## Sorties cinéma
Sauf mention contraire, les informations proviennent des sources suivantes : IMDb
- États-Unis : 9 février 1979
- Brésil : 1981
- Uruguay : 24 février 1984 (Montevideo)

## Origine et production
Les droits d'adaptation du livre ont été achetés en 1969 par le studio. Soit un an après la publication du roman The North Avenue Irregulars: A Suburb Battles the Mafia (1968) par le révérend Albert Fay Hill et n'a été adapté par Don Tait qu'à partir de 1977. La chanson titre Sunday Morning Music a été composée par Al Kasha et Joel Hirschhorn.
Plusieurs acteurs se retrouvent dans ce film, Karen Valentine et Michael Constantine avaient déjà tourné ensemble dans la série Room 222 (1969-1974) sur ABC tandis que Barbara Harris et Patsy Kelly étaient à l'affiche d'Un vendredi dingue, dingue, dingue (1976) de Disney. Darrow Igus apparaît dans le film avant de d'être un invité régulier de l'émission Fridays (une copie de Saturday Night Live).
Le film débute par un générique animé façon Panthère rose. Le film a été tourné aux Walt Disney Studios Burbank et dans plus de 40 lieux de la région de Los Angeles dont Burbank, Long Beach, Pasadena et Newhall,. La scène de destruction de l'église a du être tournée une seconde fois après avoir reconstruit l'édifice religieux car aucune caméra n'était présente à l'intérieur. La scène de carambolage comprend 14 véhicules totalisant 155 000 USD,.

## Sortie et Accueil
Début 1978, le film était prévu pour une sortie pour Noël 1978. Fin juillet, la sortie du film est repoussée à février 1978.
Il sort le 9 février 1979,. Une adaptation en bande dessinée a été publiée en mars 1979 dans le magazine Walt Disney Showcase. Le film est sorti au Royaume-Uni sous le titre Hill's Angels,. Le film a été distribué en vidéo en 1980 et en 1985 ainsi que diffusé dans l'émission The Disney Sunday Movie sur ABC en 1987.

## Analyse
Pour Mark Arnold, le fin est un bon film et un peu plus sophistiqué que le productions habituelles du studio à l'époque. Bien que la scène finale du derby fracassant soit typique de Disney, le fait que le film se joue de la religion est nouveau et différent de Disney.